# Mas Nou (Batea)
El Mas Nou és una caseria del municipi de Batea (Terra Alta) inclosa a l'Inventari del Patrimoni Arquitectònic de Catalunya. Està a la vora del riu Algars, un terreny elevat i que disposa de bones terres de cultiu. Per accedir-hi, cal agafar el camí de terra que neix just després de creuar l'antic pont sobre l'Algars, venint de Batea en direcció a Maella. Davant mateix seu, però a l'altra banda del riu hi ha el Mas de Santa Càndia, a menys de tres kilòmetres del conjunt està el despoblat de Pinyeres.
És un conjunt format per diverses construccions, de les quals una s’utilitza com a habitatge i la resta s'empra per tasques agrícoles. L'habitatge és una obra de dos pisos amb coberta a dues aigües, feta de maçoneria amb reforços de carreus a les cantonades i amb porta de mig punt adovellada; la façana principal ha estat recentment revocada i pintada de blanc, i presenta un gran rellotge de sol. Es desconeix l'antiguitat exacta de la masia, però és provable que fos construida abans del segle XIX ja que a la dovella clau de la porta de pedra d'un cos edificat posteriorment de forma annexa hi apareix la data 1861. En un cens de 1860, figurava com unitat de població amb tres edificis i el 1950 tenia tres habitants.Al mateix conjunt, en una edificació propera, hi ha un antic forn comunal actualment en runes.